# Virgilio Ducci
Virgilio Ducci, né le 27 octobre 1623 et mort à une date inconnue, est un peintre italien de la période baroque, principalement connu pour son travail dans sa ville natale, Città di Castello. 

## Biographie
Il est né à Città di Castello, mais a été jeune apprenti chez Francesco Albani à Bologne. 
Après sa formation, il est rentré chez lui. Dans la chapelle de l'ange gardien du Duomo à Citta di Castello, il a peint deux toiles de l'histoire de Tobias et de l'ange. Il a également peint les lunettes au-dessus de l'arche de la chapelle de San Francesco di Paola dans l'église de San Sebastiano. Il est probablement mort jeune.